# Agunda Kulajewa

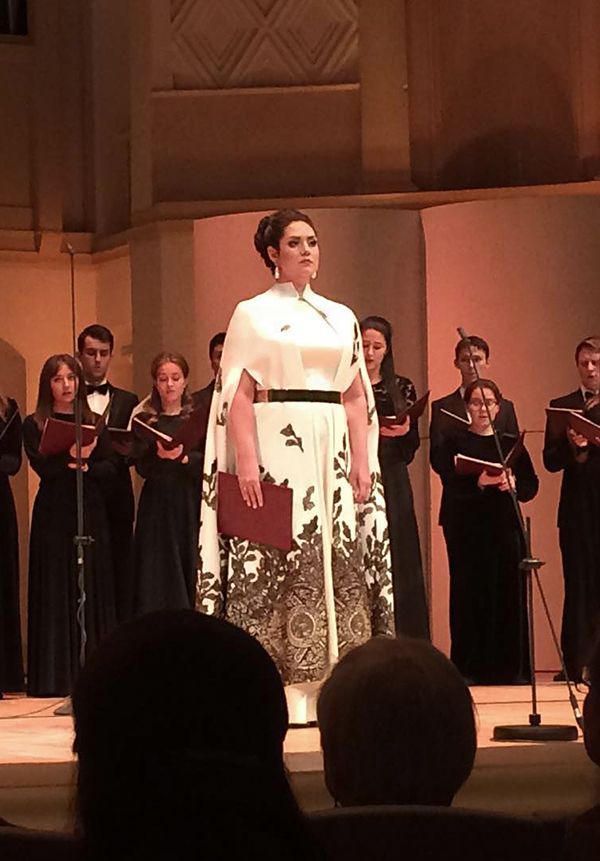
Agunda Kulajewa

Agunda Kulajewa (russisch Агунда Кулаева, auch Agunda Kulaeva transkribiert, geboren am 29. Dezember 1975 in Ordschonikidse) ist eine russische Mezzosopranistin, die überwiegend an der Nowaja Opera und am Bolschoi in Moskau singt.

## Leben und Werk
Kulajewa studierte am Rachmaninow-Konservatorium in Rostow am Don und schloss im Jahr 2000 ihre Ausbildung als Chordirigentin ab, später auch als Sängerin. 2005 wurde sie am Galina Wischnewskaja Zentrum für Operngesang (Центр оперного пения Галины Вишневской) graduiert, wo sie den Siébel in Gounod Faust, die Ljubascha in Rimski-Korsakows Die Zarenbraut, die Maddalena in Verdis Rigoletto und einige Konzerte sang.
Am Bolschoi-Theater debütierte die Sängerin 2005 als Sonja in Prokofjews Krieg und Frieden, doch ihr Haupthaus wurde die Nowaja Opera, an der sie vor allem russisches und italienisches Repertoire singt. Zu wichtigen Rollen zählen die Ljubascha, die Olga im Eugen Onegin, Gräfin, Gouvernante, Milowsor und Polina in der Pique Dame, die Marina Mnischek im Boris Godunow, aber auch die Titelpartie in La Cenerentola und der Arsace in Semiramide, die Fenena im Nabucco und die Flora in La traviata, sowie die Dalila in Samson et Dalila.
Im Jahr 2005 war sie an einer Konzertreihe zur 60-Jahr-Feier des Ende des Zweiten Weltkrieges in Berlin, Paris und St. Petersburg. Seither gab sie auch zahlreiche Soloabende im In- und Ausland. Sie gastiert regelmäßig an der Oper von Nowosibirsk, unter anderem als Carmen und als Konchakovna in Borodins Prinz Igor. 2012 übernahm Kulajewa die Carmen und die Prinzessin Eboli (in Verdis Don Carlos) beim Sommerfestival von Varna, sowie die Amneris (in Verdis Aida) an der Bulgarischen Nationaloper in Sofia. 2013 sang sie Antonín Dvořáks Stabat Mater unter Wladimir Iwanowitsch Fedossejew und Tanejews Kantate At the Reading of a Psalm, nahm am 5. Internationalen Mussorgski Festival in Twer teil und an der 4. Starparade der Oper von Krasnojarsk. Im April 2014 gastierte sie mit großem Erfolg als Ljubascha im Rahmen eines Bolschoi-Gastspiels konzertant im Theater an der Wien, es dirigierte Gennadi Roschdestwenski.

## Wettbewerb
- 2009: Dritter Preis beim 14. Internationalen Boris Christoff Wettbewerb für junge Opernsänger, Bulgarien